# Merothripidae
Merothripidae es una familia de insectos en el orden Thysanoptera. Esta familia posee al menos 4 géneros y 20 especies descriptas.

## Géneros
Los siguientes cuatro géneros pertenecen a la familia Merothripidae:
- Damerothrips Hood, 1954
- Merothrips Hood, 1912
- † Jezzinothrips Strassen, 1973
- † Praemerothrips Priesner, 1930